# John Lowe
John Lowe MBE (* 21. července 1945 Tupton) je anglický bývalý profesionální hráč šipek. Za svou kariéru se stal trojnásobným mistrem světa, a to v letech 1979, 1987 a 1993. Je znám jako první, komu se podařilo zavřít před kamerami na devět šipek. Zejména v 80. letech společně s Ericem Bristowem a Jocky Wilsonem dominovali šipkařské scéně.
Lowe je kromě Phila Taylora jediným hráčem, kterému se podařilo vyhrát mistrovství světa ve třech různých dekádách.

## Kariéra
Do historie se Lowe zapsal 13. října 1984. Ve čtvrtfinále MFI Wirld Matchplay proti Keithu Dellerovi se mu jako prvnímu hráči podařilo před kamerami zavřít 501 bodů na devět šipek. Na posledních 141 bodů zvolil neobvyklou kombinaci trojnásobku 17 a troj- a dvojnásobku 18. Nikdo jiný ji už nikdy později nepoužil.
Po svém třetím vítězství na mistrovství světa se spolu s dalšími 15 hráči rozhodl opustit BDO a založit si vlastní organizaci, ze které vzešla Professional Darts Corporation (PDC).

## Výsledky na mistrovství světa

### BDO
- 1978: Finalista (porazil ho Leighton Rees 7–11 (l))
- 1979: Vítěz (porazil Leightona Reese 5–0 (s))
- 1980: Druhé kolo (porazil ho Cliff Lazarenko 0–2)
- 1981: Finalista (porazil ho Eric Bristow 3–5)
- 1982: Finalista (porazil ho Jocky Wilson 3–5)
- 1983: Čtvrtfinále (porazil ho Keith Deller 3–4)
- 1984: Semifinále (porazil ho Eric Bristow 0–6)
- 1985: Finalista (porazil ho Eric Bristow 2–6)
- 1986: Čtvrtfinále (porazil ho Bob Anderson 3–4)
- 1987: Vítěz (porazil Erica Bristowa 6–4)
- 1988: Finalista (porazil ho Bob Anderson 4–6)
- 1989: Semifinále (porazil ho Eric Bristow 1–5)
- 1990: Druhé kolo (porazil ho Ronnie Sharp 2–3)
- 1991: První kolo (porazil ho Peter Evison 2–3)
- 1992: Semifinále (porazil ho Phil Taylor 4–5)
- 1993: Vítěz (porazil Alana Warrinera 6–3)

### PDC
- 1994: Skupina (porazil Toma Kirbyho 3–2 a porazil ho Larry Butler 2–3)
- 1995: Semifinále (porazil ho Phil Taylor 4–5)
- 1996: Semifinále (porazil ho Phil Taylor 1–5)
- 1997: Skupina (porazil ho Jamie Harvey 2–3 a porazil Paula Lima 3–1)
- 1998: Skupina (porazil ho Peter Manley 0–3 a Gary Mawson 0–3)
- 1999: Druhé kolo (porazil ho Phil Taylor 1–3)
- 2000: Čtvrtfinále (porazil ho Dennis Smith 3–5)
- 2001: Druhé kolo (porazil ho Jamie Harvey 0–3)
- 2002: Druhé kolo (porazil ho Peter Manley 5–6)
- 2003: Druhé kolo (porazil ho Les Fitton 1–4)
- 2004: Třetí kolo (porazil ho Alan Warriner 3–4)
- 2005: Druhé kolo (porazil ho John Verwey 2–3)

### WSDT
- 2022: Druhé kolo (porazil ho Dave Prins 0-3)

## Finálové zápasy

### Major turnaje BDO: 25 (9 titulů)
| Legenda                    |
| -------------------------- |
| Mistrovství světa (3–5)    |
| World Masters (2–3)        |
| British Professional (0–4) |
| World Matchplay (1–1)      |
| Grand Masters (1–2)        |
| British Matchplay (2–1)    |

| Výsledek  | No. | Rok  | Turnaj                                | Soupeř          | Skóre    |
| --------- | --- | ---- | ------------------------------------- | --------------- | -------- |
| Vítěz     | 1.  | 1976 | Winmau World Masters (1)              | Phil Obbard     | 3–0 (s)  |
| Vítěz     | 2.  | 1977 | Butlins Grand Masters (1)             | Eric Bristow    | 5–4 (s)  |
| Finalista | 1.  | 1978 | Mistrovství světa                     | Leighton Rees   | 7–11 (l) |
| Vítěz     | 3.  | 1978 | British Matchplay (1)                 | Tony Brown      | 2–1 (s)  |
| Finalista | 2.  | 1978 | Butlins Grand Masters                 | Leighton Rees   | neznámé  |
| Vítěz     | 4.  | 1979 | Mistrovství světa (1)                 | Leighton Rees   | 5–0 (s)  |
| Vítěz     | 5.  | 1980 | Winmau World Masters (2)              | Rab Smith       | 2–0 (s)  |
| Finalista | 3.  | 1981 | Mistrovství světa (2)                 | Eric Bristow    | 3–5 (s)  |
| Finalista | 4.  | 1981 | Butlins Grand Masters (2)             | Eric Bristow    | neznámé  |
| Finalista | 5.  | 1981 | British Professional Championship     | Jocky Wilson    | 5–6 (s)  |
| Finalista | 6.  | 1981 | Winmau World Masters                  | Eric Bristow    | 1–2 (s)  |
| Finalista | 7.  | 1982 | Mistrovství světa                     | Jocky Wilson    | 3–5 (s)  |
| Finalista | 8.  | 1982 | British Professional Championship (2) | Eric Bristow    | 3–7 (s)  |
| Vítěz     | 6.  | 1984 | MFI World Matchplay (1)               | Cliff Lazarenko | 5–3 (s)  |
| Finalista | 9.  | 1984 | British Professional Championship (3) | Mike Gregory    | 5–7 (s)  |
| Finalista | 10. | 1985 | Mistrovství světa (4)                 | Eric Bristow    | 2–6 (s)  |
| Vítěz     | 7.  | 1985 | British Matchplay (2)                 | Cliff Lazarenko | 3–0 (s)  |
| Finalista | 11. | 1985 | British Professional Championship (4) | Eric Bristow    | 4–7 (s)  |
| Vítěz     | 8.  | 1987 | Mistrovství světa (2)                 | Eric Bristow    | 6–4 (s)  |
| Finalista | 12. | 1987 | MFI World Matchplay                   | Bob Anderson    | 1–5 (s)  |
| Finalista | 13. | 1987 | Winmau World Masters (2)              | Bob Anderson    | 1–3 (s)  |
| Finalista | 14. | 1988 | Mistrovství světa (5)                 | Bob Anderson    | 4–6 (s)  |
| Finalista | 15. | 1988 | British Matchplay                     | Bob Anderson    | 2–3 (s)  |
| Finalista | 16. | 1988 | Winmau World Masters (3)              | Bob Anderson    | 2–3 (s)  |
| Vítěz     | 9.  | 1993 | Mistrovství světa (3)                 | Alan Warriner   | 6–3 (s)  |

### Major turnaje WDF: 6 (5 titulů)
| Legenda          |
| ---------------- |
| World Cup (2–0)  |
| Europe Cup (3–1) |

| Výsledek  | No. | Rok  | Turnaj             | Soupeř          | Skóre   |
| --------- | --- | ---- | ------------------ | --------------- | ------- |
| Vítěz     | 1.  | 1978 | WDF Europe Cup (1) | Jocky Wilson    | 4–1 (l) |
| Vítěz     | 2.  | 1981 | WDF World Cup (1)  | Jocky Wilson    | 4–3 (l) |
| Vítěz     | 3.  | 1984 | WDF Europe Cup (2) | Leighton Rees   | 4–0 (l) |
| Vítěz     | 4.  | 1986 | WDF Europe Cup (3) | Cliff Lazarenko | 4–2 (l) |
| Vítěz     | 5.  | 1991 | WDF World Cup (2)  | Martin Phillips | 6–4 (l) |
| Finalista | 1.  | 1992 | WDF Europe Cup     | Phil Taylor     | 2–4 (l) |

### Nezávislé major turnaje: 1 (1 titul)
| Výsledek | No. | Rok  | Turnaj                             | Soupeř      | Skóre   |
| -------- | --- | ---- | ---------------------------------- | ----------- | ------- |
| Vítěz    | 1.  | 1981 | News of the World Championship (1) | Mick Norris | 2–0 (l) |

## Výsledky na turnajích

### BDO
| Turnaj                | 1976        | 1977        | 1978        | 1979        | 1980        | 1981        | 1982        | 1983        | 1984 | 1985 | 1986 | 1987        | 1988        | 1989        | 1990        | 1991        | 1992        | 1993        |
| --------------------- | ----------- | ----------- | ----------- | ----------- | ----------- | ----------- | ----------- | ----------- | ---- | ---- | ---- | ----------- | ----------- | ----------- | ----------- | ----------- | ----------- | ----------- |
| Mistrovství světa     | NH          | NH          | F           | W           | 2R          | F           | F           | QF          | SF   | F    | QF   | W           | F           | SF          | 2R          | 1R          | SF          | W           |
| Butlins Grand Masters | NH          | W           | F           | ???         | ???         | F           | ???         | QF          | QF   | SF   | ???  | Nekonalo se | Nekonalo se | Nekonalo se | Nekonalo se | Nekonalo se | Nekonalo se | Nekonalo se |
| British Professional  | Nekonalo se | Nekonalo se | Nekonalo se | Nekonalo se | Nekonalo se | F           | F           | SF          | F    | F    | 1R   | 2R          | 1R          | Nekonalo se | Nekonalo se | Nekonalo se | Nekonalo se | Nekonalo se |
| British Matchplay     | QF          | QF          | W           | QF          | ???         | QF          | SF          | SF          | QF   | W    | QF   | QF          | F           | QF          | QF          | QF          | DNP         | DNP         |
| MFI World Matchplay   | Nekonalo se | Nekonalo se | Nekonalo se | Nekonalo se | Nekonalo se | Nekonalo se | Nekonalo se | Nekonalo se | W    | 1R   | 1R   | F           | QF          | Nekonalo se | Nekonalo se | Nekonalo se | Nekonalo se | Nekonalo se |
| World Masters         | W           | QF          | 3R          | QF          | W           | F           | 3R          | SF          | 4R   | QF   | 3R   | F           | F           | 1R          | SF          | QF          | 3R          | DNP         |
| News of the World     | ???         | SF          | ???         | ???         | SF          | W           | ???         | ???         | ???  | ???  | ???  | ???         | ???         | ???         | ???         | Nekonalo se | Nekonalo se | Nekonalo se |

### PDC
| Turnaj            | 1994        | 1995        | 1996        | 1997        | 1998        | 1999        | 2000        | 2001        | 2002        | 2003 | 2004 | 2005 |
| ----------------- | ----------- | ----------- | ----------- | ----------- | ----------- | ----------- | ----------- | ----------- | ----------- | ---- | ---- | ---- |
| Mistrovství světa | RR          | SF          | SF          | RR          | RR          | 2R          | QF          | 2R          | 2R          | 2R   | 2R   | 2R   |
| World Matchplay   | 1R          | SF          | 2R          | 1R          | 1R          | 1R          | QF          | 2R          | SF          | 1R   | 1R   | DNP  |
| World Grand Prix  | Nekonalo se | Nekonalo se | Nekonalo se | Nekonalo se | QF          | DNP         | 1R          | SF          | 1R          | 1R   | DNP  | DNP  |
| UK Open           | Nekonalo se | Nekonalo se | Nekonalo se | Nekonalo se | Nekonalo se | Nekonalo se | Nekonalo se | Nekonalo se | Nekonalo se | 3R   | 1R   | 6R   |

### WDF
| Turnaj                         | Kategorie   | World Cup 1977 | Euro Cup 1978 | World Cup 1979 | Euro Cup 1980 | World Cup 1981 | Euro Cup 1982 | World Cup 1983 | Euro Cup 1984 | World Cup 1985 | Euro Cup 1986 | World Cup 1987 | Euro Cup 1988 | World Cup 1989 | Euro Cup 1990 | World Cup 1991 | Euro Cup 1992 |
| ------------------------------ | ----------- | -------------- | ------------- | -------------- | ------------- | -------------- | ------------- | -------------- | ------------- | -------------- | ------------- | -------------- | ------------- | -------------- | ------------- | -------------- | ------------- |
| WDF World Cup a WDF Europe Cup | Jednotlivci | L16            | W             | QF             | L32           | W              | DNP           | SF             | W             | L16            | W             | L32            | L32           | L32            | L32           | W              | F             |
| WDF World Cup a WDF Europe Cup | Dvojice     | W              | W             | W              | L16           | F              | DNP           | W              | W             | W              | W             | W              | QF            | W              | F             | QF             | SF            |
| WDF World Cup a WDF Europe Cup | Tým         | F              | SF            | W              | W             | W              | DNP           | W              | W             | SF             | W             | W              | SF            | SF             | W             | W              | W             |
| WDF World Cup a WDF Europe Cup | Celkem      | F              | W             | W              | W             | W              | DNP           | W              | W             | W              | W             | W              | W             | W              | W             | W              | W             |

| Legenda | Legenda | Legenda | Legenda        | Legenda | Legenda           | Legenda | Legenda     | Legenda | Legenda         |
| ------- | ------- | ------- | -------------- | ------- | ----------------- | ------- | ----------- | ------- | --------------- |
| #R      | kolo    | QF      | čtvrtfinále    | SF      | semifinále        | F       | finalista   | W       | vítěz           |
| RR      | skupina | DNP     | nezúčastnil se | DNQ     | nekvalifikoval se | NH      | nekonalo se | ???     | nedostupná data |

## Zakončení devíti šipkami
Lowe je prvním hráčem, který zavřel televizní devítku. Za tento počin dostal odměnu 102 000 liber.
| Datum          | Soupeř       | Turnaj              | Metoda                          | Odměna    |
| -------------- | ------------ | ------------------- | ------------------------------- | --------- |
| 13. říjen 1984 | Keith Deller | MFI World Matchplay | 3 × T20; 3 × T20; T17, T18, D18 | 102 000 £ |